# Amber O'Neal
Kimberly Dawn Davis (née le 22 juin 1974 à Ahoskie en Caroline du Nord) est une catcheuse (lutteuse professionnelle) américaine, plus connue sous le noms de ring d'Amber O'Neal.

## Carrière

### Ring of Honor (2016-...)
Elle fait ses débuts à la ROH le 23 janvier où elle bat Veda Scott. Le 1er avril, lors de Supercard of Honor X, elle perd en équipe avec Deonna Purrazzo contre Solo Darling et Mandy León.

## Vie privée
Elle se marie en mai 2014 avec le catcheur Andrew Hankinson connu sous le nom de Luke Gallows. Ils se séparent en 2016 et leur divorce est prononcé.

## Palmarès
- Carolina Championship Wrestling 
  - 1 fois CCW Women's Championship[5]
- Carolina Wrestling Federation
  - 1 fois CWF Women's Championship[5]
- Global Championship Wrestling
  - 1 fois GCW Women's Championship (actuelle)[6]
- North American Championship Wrestling
  - 1 fois NACW Women's Championship[5]
- National Wrestling Alliance
  - 1 fois NWA World Women's Championship (actuelle)[7]
- NWA Charlotte
  - 1 fois NWA Charlotte Women's Championship[8]
- Pro Wrestling Illustrated
  - Classée 27e parmi les 50 meilleures catcheuses au PWI Female 50 en 2009[9]
- Women's Extreme Wrestling
  - 2 fois WEW Tag Team Championship – avec Krissy Vaine (1) et Lollipop (1)[10]
- Women of Wrestling
  - 1 fois WOW Tag Team Championship – avec Santana Garrett